# Теудур ап Райн
Теудр ап Райн (валл. Tewdr ap Rhein; ок. 712 — ?) — король Брихейниога во второй трети VIII века.

## Биография
Теудур был сыном короля Диведа, Истрад-Тиви и Брихейниога Райна. После того, как его отец потерял Истрад-Тиви, он отправил своего брата Ауста управлять Брихейниогом. После Ауста там стал править его сын Элвистл. Каждый из двоюродных братьев — Теудур и Элвистл — считал себя законным наследником. Первое время они жили в мире, поклявшись друг другу в верности на алтаре св. Диврига. 
Согласно Венди Дэвис около 750 года Теудр нарушил мир и убил Элвистла и его братьев Эйлида и Риваллона. Во искупление греха он был вынужден отдать церкви имение Лланвихангел-Кум-Ду, после чего правил в Брихейниоге ещё очень долго.
Согласно «Анналам Камбрии», около 760 (757) года произошла ещё одна битва при Херефорде в которой, как считается, король Брихейниога в союзе с правителем Поуиса Элиседом ап Гуилогом нанёс поражение армии Мерсии. Возможно, что Фернвайл ап Ител также участвовал в этом разгроме мерсийцев. В той битве доблестно погиб храбрый воин Дивнуал ап Теудур.
У Теудра не было детей. Его наследником стал его брат Элисед. У Элиседа были две дочери, младшая стала женой правителя Феррега Тангвида, а старшая, Сангла, стала женой правителя Элфаела Ноуи ап Мадог. После смерти Теудра его зять Ноуи стал королём Брихейниога.
Элвистл - это немного проблема, поскольку он часто, похоже, путается с Элиседом, сыном короля Теудоса или Теудура. Существует также Элисед ап Райн, брат Теудура, как-будто только для того, чтобы еще больше навести смуту. Это оставляет вопрос о том, кем был Элвистл ап Ауст. Элисед показан в генеалогиях от Жезус Колледж с дочерью по имени Санант, но его отец не показан, что означает, что он может быть любым из трех кандидатов (хотя, скорее всего, только два старших кандидата). Санант выходит замуж за Ноуи Старого, которого также называли Ноуи ап Теудуром (сыном Теудера или, скорее, зятем, только что упомянутого брака).
Могут ли оба Элиседа быть одним и тем же человеком? Это наиболее вероятное объяснение, учитывая сходство их дат. Оба были бы достаточно взрослыми в 730 году, чтобы уже иметь дочь, которая могла бы выйти замуж за преемника всех правящих правителей и князей своего поколения. При Ноуи, государство, кажется, возвращается к одному верховному правителю (если это уже не было при сыновьях Теудоса, причем один из них обладал превосходством над другими).